# Скумин-Тышкевич, Александр
Александр Скумин-Тышкевич (ок. 1748 — 17 марта 1775) — государственный деятель Речи Посполитой XVIII века, обозный великий литовский (1773—1774), писарь великий литовский (1774—1775), тиун виленский (с 1761).

## Биография
Происходил из западнорусского рода Великого княжества Литовского герба «Лелива». Сын воеводы смоленского Юзефа Скумина-Тышкевича (1716—1790) и Анны Поцей (1720—1788). Представитель ветви Тышкевичей, принявших в XVI веке прозвище Скумин.
Брат — Людвика Скумин-Тышкевича (ок. 1748—1808)— писаря великого литовского, занявшего эту должность после смерти Александра, женатого на сестре последнего польского короля княжне Констанции Понятовской.
В 1764 году поддержал избрание Станислава Августа Понятовского на польский королевский престол.
Представлял Виленское воеводство на сейме Речи Посполитой, проходившего в Варшаве с 6 октября по 29 ноября 1766 года под председательством Целестына Чаплица.
В 1775 году на Разделительном сейме (1773—1775) стал членом литовской эмфитевзистской комиссии.